# Lhotice (Želiv)
Lhotice (německy Schwand) jsou vesnice, část obce Želiv v okrese Pelhřimov v Kraji Vysočina. Leží asi 3,5 km severně od Želiva. Žije zde 51 obyvatel.

## Historie
První písemná zmínka o Lhotici pochází z roku 1400.

## Obyvatelstvo
| Rok            | 1869 | 1880 | 1890 | 1900 | 1910 | 1921 | 1930 | 1950 | 1961 | 1970 | 1980 | 1991 | 2001 | 2011 | 2021 |
| -------------- | ---- | ---- | ---- | ---- | ---- | ---- | ---- | ---- | ---- | ---- | ---- | ---- | ---- | ---- | ---- |
| Počet obyvatel | 205  | 242  | 233  | 235  | 218  | 221  | 161  | 110  | 112  | 85   | 79   | 57   | 43   | 47   | 51   |
| Počet domů     | 22   | 28   | 28   | 29   | 26   | 27   | 29   | 29   | 44   | 23   | 24   | 30   | 30   | 32   | 35   |

## Obecní správa
Při sčítání lidu v letech 1850–1979 Lhotice byly samostatnou obcí, se kterým patřily nejprve do okresu Německý Brod, ale v letech 1921–1950 v okrese Humpolec a od roku 1960 v okrese Pelhřimov. Od 1. ledna 1980 jsou částí obce Želiv v okrese Pelhřimov.

## Pamětihodnosti
- kostel svatého Jiří z počátku 14. století, přestavěný v letech 1707–1708 v barokním slohu. Na hřbitově u kostelíku je pochován jedenáctiletý Oldřich Škroup, syn Františka Škroupa, který zemřel v roce 1859.
- V usedlosti čp. 23 se dochovaly zbytky pozdně gotické, tzv. Nové tvrze, která byla barokně přestavěna a později upravena na školu a obytný dům. Dochovaly se části paláce ve stojících budovách a severní opevnění s baštou. Tvrziště Staré tvrze se nachází západně od vesnice.[7]

## Zajímavosti
- Ve Lhoticích žil krátce i československý letec RAF Josef Dygrýn, který si ve Velké Británii podle názvu vsi z důvodu ochrany svých příbuzných v protektorátu zvolil krycí příjmenní Ligotický.